# Comitê Nacional Olímpico Georgiano
O Comitê Nacional Olímpico Georgiano (em georgiano:  საქართველოს ეროვნული ოლიმპიური კომიტეტი, sak'art'velos erovnuli olimpiuri komiteti) é a organização nacional da Geórgia constituinte do Movimento Olímpico. É a organização central para doze entidades regionais. Ele foi criado em 6 de outubro de 1989 e ganhou um preliminar e um pleno reconhecimento do Comitê Olímpico Internacional (COI) em 9 de março de 1992, e 23 de setembro de 1993, respectivamente.
Esta instituição é projetada para gerenciar a organização e valorização do esporte na Geórgia e, em particular, a preparação dos atletas georgianos, para poderem participar nos Jogos Olímpicos. O comitê também faz parte dos Comitês Olímpicos Europeus.